# رجال الآثار
رجال الآثار (بالإنجليزية: The Monuments Men)‏ هو فيلم دراما أمريكي-ألماني من إخراج جورج كلوني، وهذا الفيلم من بطولة جورج كلوني ومات ديمون وكيت بلانشيت وبيل موري وجون غودمان.
.

## قصة الفيلم
تدور أحداث الفيلم حول مجموعة من خبراء الفنون، الذين كلفتهم الحكومة الأمريكية، باسترداد القطع الفنية المسروقة من قِبل النازيين، بعد الحرب العالمية الثانية

## الممثلون والشخصيات
- جورج كلوني (بدور: جورج ستاوت)
- مات ديمون (بدور: الملازم جيمس)
- كيت بلانشيت
- بيل موري
- جون غودمان
- جون دوجردان

## روابط خارجية
- رجال الآثار على موقع IMDb (الإنجليزية)
- رجال الآثار على موقع ميتاكريتيك (الإنجليزية)
- رجال الآثار على موقع الموسوعة البريطانية (الإنجليزية)
- رجال الآثار على موقع روتن توميتوز (الإنجليزية)
- رجال الآثار على موقع نتفليكس (الإنجليزية)
- رجال الآثار على موقع قاعدة بيانات الأفلام العربية
- رجال الآثار على موقع ألو سيني (الفرنسية)
- رجال الآثار على موقع Turner Classic Movies (الإنجليزية)
- رجال الآثار على موقع أول موفي (الإنجليزية)
- رجال الآثار على موقع بوكس أوفيس موجو (الإنجليزية)